# 百々和
百々 和（どど かず、1919年7月5日 - 2011年2月18日）は、日本の経済学者。神戸大学名誉教授。

## 経歴
兵庫県武庫郡須磨町（現神戸市須磨区）出身。1943年満州建国大学卒。入営し、敗戦後残留日本軍として中国共産党軍と戦い(中国山西省日本軍残留問題)、1949年中華人民共和国に抑留され、1956年帰国、神戸大学経済学部大学院に入り、1962年博士課程満期退学。1960年龍谷大学助手、1964年神戸大学教養部講師、1964年助教授、1970年神戸大学より経済学博士の学位を取得、1972年教授となり、1983年定年退官、名誉教授となり、神戸学院大学教授、広島経済大学教授を務め、1996年退職。中国での体験をめぐり「蟻の兵隊」にも出演している。

## 著書
- 『現代資本主義の構造』竜谷大学竜谷学会 1960
- 『現代資本主義と寡占経済』東洋経済新報社 1969
- 『現代社会の展望と青少年問題』神戸市青少年問題協議会 Kobe青少年研究シリーズ 1981
- 『経済学講義 マクロ経済学』三和書房 1983
- 『経済原論講義 マクロ経済学』三和書房 1984
- 『路傍の道芝』近代文芸社 1993
- 『現代中国経済論 中国型社会経済システムの形成』三和書房 1994
- 『自分史回想』文芸社 2007
- 『旅の随想』文芸社 2007

### 共編著
- 『経済政策総論』共編 有斐閣双書 1978
- 『経済と社会の基礎分析 北野熊喜男博士古稀記念論文集』向井利昌共編集 古稀記念論文集刊行会 1979
- 『経済計画論』共著 三和書房 1980
- 『経済体制論』福田亘,角村正博共著 三和書房 1989

### 翻訳
- A.S.アイクナー編著『なぜ経済学は科学ではないのか』監訳 日本経済評論社 1986

## 論文
- 百々和「<資料>管理価格論」『国民経済雑誌』第107巻第6号、神戸大学経済経営学会、1963年6月、99-118頁、doi:10.24546/00167935、ISSN 03873129、CRID 1390853649855144192。
- 百々和「寡占産業における価格形成」『国民経済雑誌』第108巻第3号、神戸大学経済経営学会、1963年9月、80-101頁、doi:10.24546/00167959、ISSN 0387-3129、CRID 1390290699902102400。
- 百々和「寡占と所得分配」『国民経済雑誌』第109巻第6号、神戸大学経済経営学会、1964年6月、60-78頁、doi:10.24546/00168036、ISSN 03873129、CRID 1390290699901546112。
- 百々和「産業組織政策と有効競争論 : J.S.Bainの競争理論」『国民経済雑誌』第113巻第6号、神戸大学経済経営学会、1966年6月、42-57頁、doi:10.24546/00170896、ISSN 03873129、CRID 1390853649856233088。
- 百々和「企業行動と企業成長 : 企業成長理論の一考察」『国民経済雑誌』第117巻第1号、神戸大学経済経営学会、1968年1月、21-37頁、doi:10.24546/00171060、ISSN 03873129、CRID 1390290699901711232。
- 百々和「企業成長理論の一検討」『国民経済雑誌』第119巻第2号、神戸大学経済経営学会、1969年2月、33-47頁、doi:10.24546/00171169、ISSN 03873129、CRID 1390009224926126464。
- 百々和「資本主義的経済計画の課題」『国民経済雑誌』第124巻第6号、神戸大学経済経営学会、1971年12月、59-77頁、doi:10.24546/00171474、ISSN 03873129、CRID 1390853649854667264。
- 百々和「イギリスの経済計画と計画モデル」『国民経済雑誌』第129巻第1号、神戸大学経済経営学会、1974年1月、38-56頁、doi:10.24546/00171690、ISSN 03873129、CRID 1390572174878614272。
- 百々和「イギリス経済計画の新動向」『国民経済雑誌』第131巻第5号、神戸大学経済経営学会、1975年5月、54-77頁、doi:10.24546/00171888、ISSN 03873129、CRID 1390853649856260992。
- 百々和「アメリカにおける経済計画化の新動向」『国民経済雑誌』第134巻第6号、神戸大学経済経営学会、1976年12月、65-84頁、doi:10.24546/00172060、ISSN 03873129、CRID 1390853649856193664。
- 百々和「「貨幣的均衡論」再考」『国民経済雑誌』第143巻第2号、神戸大学経済経営学会、1981年2月、1-21頁、doi:10.24546/00172575、ISSN 03873129、CRID 1390009224924919552。